# Teresa Wilms Montt

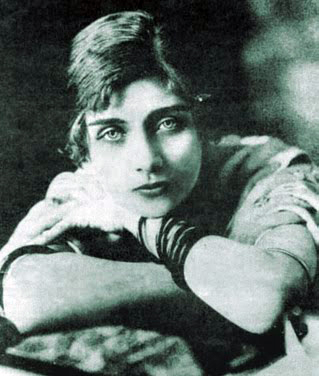
Teresa Wilms Montt

María Teresa de las Mercedes Wilms Montt, auch bekannt unter ihrem französischen Namen Thérèse Wilms Montt und unter den Pseudonymen Tebal and Teresa de la Cruz (* 8. September 1893 in Viña del Mar, Chile; † 24. Dezember 1921 in Paris), war eine chilenische Schriftstellerin und Dichterin, die dem Anarchafeminismus nahe stand. Sie wurde als embodying sexual aberrance and social prophesy charakterisiert.

## Leben
Wilms Montt wurde als zweite von acht Töchtern von Luz Victoria Montt y Montt und Federico Guillermo Wilms y Brieba geboren. Sie wurde von Gouvernanten und Privatlehrern erzogen und heiratete gegen den Willen ihrer Familie im Alter von 17 Jahren Gustavo Balmaceda Valdés. Sie bekamen zwei Kinder, Elisa „Chita“ (1911) und Sylvia Luz (1913).
Zwischen 1912 und 1915 lebten sie in Iquique, wo sie ihre Beziehungen zu Feministinnen, Gewerkschaftern und sogar Freimaurern aufnahm und mit den aufkommenden Reformbewegungen in Verbindung gebracht wurde. Sie benutzte das Pseudonym „Tebal“, als sie zum ersten Mal in der Zeitung von Iquique veröffentlicht wurde. Während ihr Mann nach Santiago zurückgekehrt war, hatte Wilms Montt eine Affäre mit seinem Cousin Vicente Zañartu Balmaceda. Die Männer der Familie Balmaceda Valdés beschlossen daher 1915 in einer Art „Familiengericht“, dass Wilms Montt zur Strafe eine Zeit lang im Kloster Convento de la Preciosa Sangre in Santiago zu verbringen habe. Hier führte sie ein Tagebuch und unternahm am 29. März 1916 in einer Depression ihren ersten Selbstmordversuch.
Im Juni 1916 verhalf ihr Vicente Huidobro zur Flucht aus dem Kloster, und sie floh mit ihm nach Buenos Aires. Im folgenden Jahr veröffentlichte sie Inquietudes Sentimentales, gefolgt von Los Tres Cantos, in dem sie sich mit Erotik und Spiritualität auseinandersetzt. Nachdem ein Verehrer, Horacio Ramos Mejía, in Wilms Montts Haus Selbstmord begangen hatte, ging sie während des Ersten Weltkriegs nach New York City, wurde aber, nachdem man sie beschuldigt hatte, eine deutsche Spionin zu sein, nach Spanien deportiert. Hier wurde sie die Muse von Julio Romero de Torres, der sie mit den Schriftstellern Ramón Gómez de la Serna, Enrique Gómez Carrillo und Ramón María del Valle-Inclán bekannt machte. In Madrid veröffentlichte sie unter dem Pseudonym „Teresa de la Cruz“ En la Quietud del Mármol und Anuarí. Ihre Reisen führten sie nach London und Paris, aber sie blieb in Madrid. Durch die Bemühungen ihres Vaters, der sich auf einer diplomatischen Mission befand, wurde sie 1920 nach fünfjähriger Trennung wieder mit ihren Töchtern in Paris vereint. Der Schmerz über die erneute Trennung von ihnen, als sie nach Chile zurückkehrten, führte jedoch zu einer schrecklichen Depression.
Am 24. Dezember 1921 nahm sie sich im Hotel Laenaec in Paris im Alter von 28 Jahren mit einer Überdosis Veronal das Leben. Sie ist auf dem Friedhof Père-Lachaise begraben.
An ihr Leben erinnert der 2009 gedrehte Film Teresa: Crucificada por amar von Regisseurin Tatiana Gaviola.

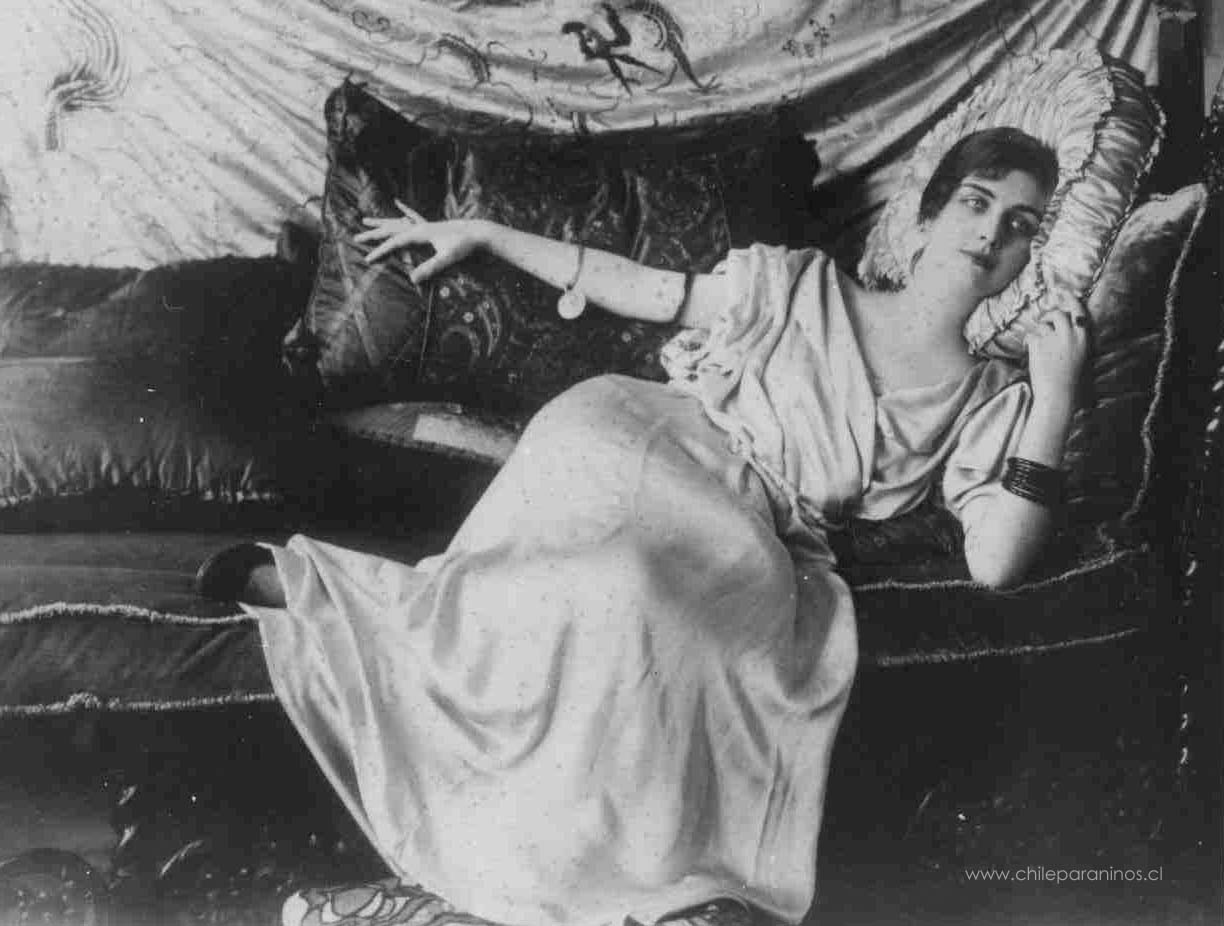
Teresa Wilms Montt, Anfang 20. Jhd.
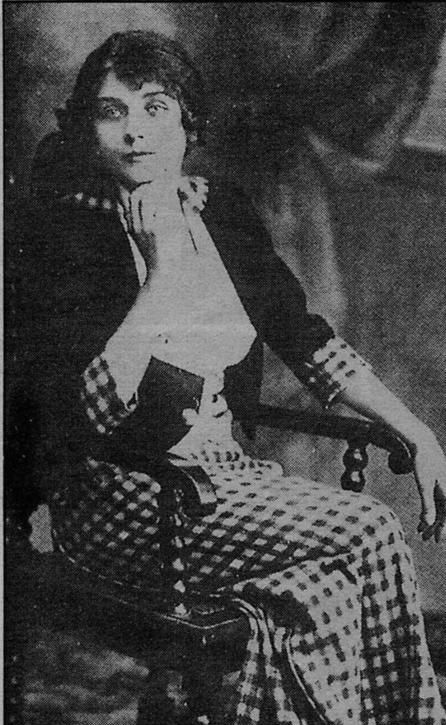
Teresa Wilms Montt, 1914
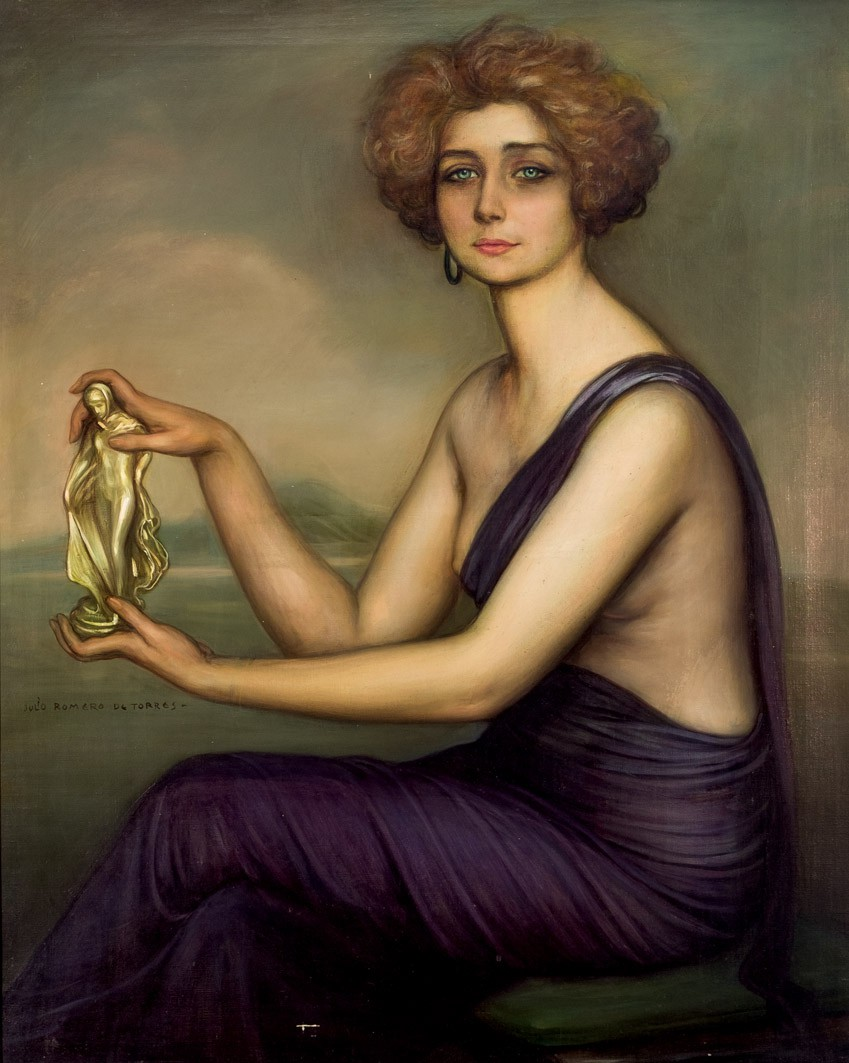
Porträt Teresa Wilms Montt, Julio Romero de Torres, Öl auf Leinwand, 1920
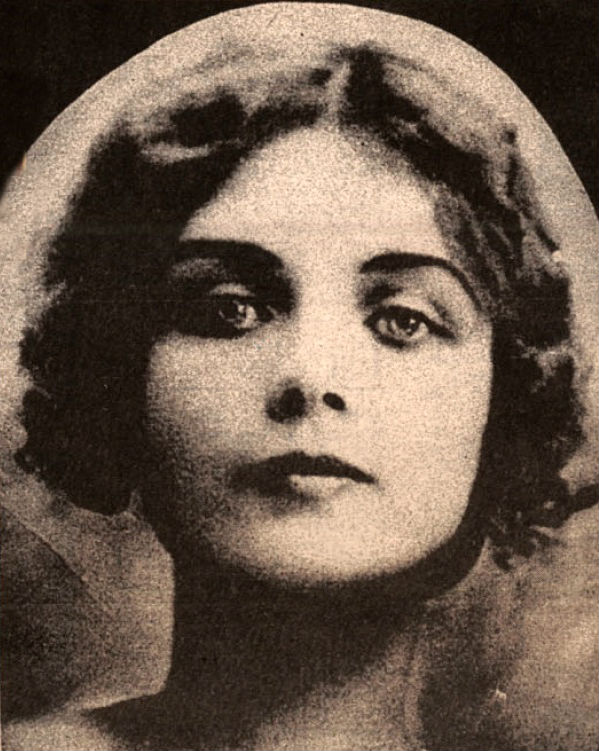
Teresa Wilms Montt, ohne Datum

## Werke
- Inquietudes sentimentales. Buenos Aires 1917.
- Los tres cantos. Buenos Aires 1917.
- En la quietud del mármol. Casa Ed. Blanco, Madrid 1918.
- Anuarí. Casa Ed. Blanco, Madrid 1919.
- Cuentos para hombres que son todavía niños. Buenos Aires 1919.
- Lo que no se ha dicho (Anthologie). Editorial Nascimento, Santiago de Chile 1922.
- Ruth González-Vergara (Hrsg.): Obras completas. Editorial Grijalbo, Barcelona 1994.